# Anders Wulff
Anders Wulff er en dansk basketballspiller fra Team FOG Næstved. Anders fungerer primært som point guard. Anders har altid været kendt for sit solide forsvar og sit blik for sine medspillere. Anders har sin basket opvækst i NIF Basket.
| Basketballspiller | Spire Denne biografi om en basketballspiller er en spire som bør udbygges. Du er velkommen til at hjælpe Wikipedia ved at udvide den. |